# Girl Friends (manga)
Girl Friends (jap. ガールフレンズ Gāru furenzu) – manga z gatunku yuri autorstwa Milk Morinagi. Była publikowana przez wydawnictwo Futabasha w magazynie „Comic High!” między październikiem 2006 a sierpniem 2010, a następnie wydana w pięciu tomach tankōbon. W Polsce mangę wydało Studio JG.

## Fabuła
Historia skupia się wokół cichej i nieśmiałej Mari Kumakury, której jedyną wyróżniającą się cechą są najlepsze oceny w klasie. Spotyka ona Akko Oohashi, której celem jest poznanie Mari i zaprzyjaźnienie się z nią. Z pomocą Akko, Mari staje się bardziej pewna siebie i towarzyska, szybko stając się jedną z najmodniejszych dziewczyn w szkole. W miarę rozwoju fabuły zaprzyjaźnia się z Akko, Sugi i Tamami. Grupa wplątuje się w różnego rodzaju sytuacje: alkohol, chłopacy, diety, moda, przyjaciółki i nauka. Jednak w miarę rozwoju akcji Mari, a później również Akko, uświadamia sobie głębsze uczucia, jakie żywi do swojej najlepszej przyjaciółki - uczucia, które przyćmiewają przyjaźń. Rozdarte pomiędzy romansem a przyjaźnią, muszą pogodzić się z miłością do siebie nawzajem, wiedząc, że w ten sposób ich relacje, a nawet życie, mogą drastycznie zmienić się na zawsze.

## Bohaterowie
- Mariko Kumakura (jap. 熊倉 真理子 Kumakura Mariko)

Seiyū: Mikoi Sasaki 
- Akiko Oohashi (jap. 大橋 亜希子 Ōhashi Akiko)

Seiyū: Aya Endō 
- Satoko Sugiyama (jap. 杉山 里子 Sugiyama Satoko)

Seiyū: Yū Kobayashi 
- Tamami Sekine (jap. 関根 珠実 Sekine Tamami)

Seiyū: Mika Kanai 
- Chiharu Kuno (jap. 久野 千晴 Kuno Chiharu)
- Urara Taguchi (jap. 田口 うらら Taguchi Urara)

## Manga
Manga ukazywała się w magazynie „Comic High!” między październikiem 2006 a sierpniem 2010. Następnie wydawnictwo Futabasha rozpoczęło zbieranie rozdziałów do wydań w formacie tankōbon, których pierwszy tom został wydany 12 grudnia 2007. Manga jest licencjonowana na Tajwanie przez Sharp Point Press, we Francji przez Taifu Comics, w Rosji przez Palma Press, w Niemczech przez Carlsen, w Ameryce Północnej przez Seven Seas Entertainment, a w Hiszpanii przez Planeta Cómic. W Polsce licencję zakupiło Studio JG.
| Nr | Język japoński    | Język japoński         | Język polski         | Język polski           |
| Nr | Data wydania      | ISBN                   | Data wydania         | ISBN                   |
| -- | ----------------- | ---------------------- | -------------------- | ---------------------- |
| 1  | 12 grudnia 2007   | ISBN 978-4-575-83437-6 | 17 października 2014 | ISBN 978-83-8001-022-2 |
| 2  | 12 listopada 2008 | ISBN 978-4-575-83547-2 | 8 stycznia 2015      | ISBN 978-83-8001-038-3 |
| 3  | 12 września 2009  | ISBN 978-4-575-83673-8 | 18 marca 2015        | ISBN 978-83-8001-051-2 |
| 4  | 11 czerwca 2010   | ISBN 978-4-575-83780-3 | 2 czerwca 2015       | ISBN 978-83-8001-066-6 |
| 5  | 12 listopada 2010 | ISBN 978-4-575-83836-7 | 8 sierpnia 2015      | ISBN 978-83-8001-078-9 |

## Drama CD
Drama CD w reżyserii Midori Shimazawy została wydana 28 stycznia 2011 po przedsprzedaży na 79. Comikecie w grudniu 2010.